# Gondiswil
Gondiswil es una comuna suiza del cantón de Berna, situada en el distrito administrativo de Alta Argovia. Limita al norte con Reisiswil y Melchnau, al este con Grossdietwil (LU) y Fischbach (LU), al sur con Ufhusen (LU) y Huttwil, y al oeste con Auswil y Madiswil.
Hasta el 31 de diciembre de 2009 situada en el distrito de Aarwangen.

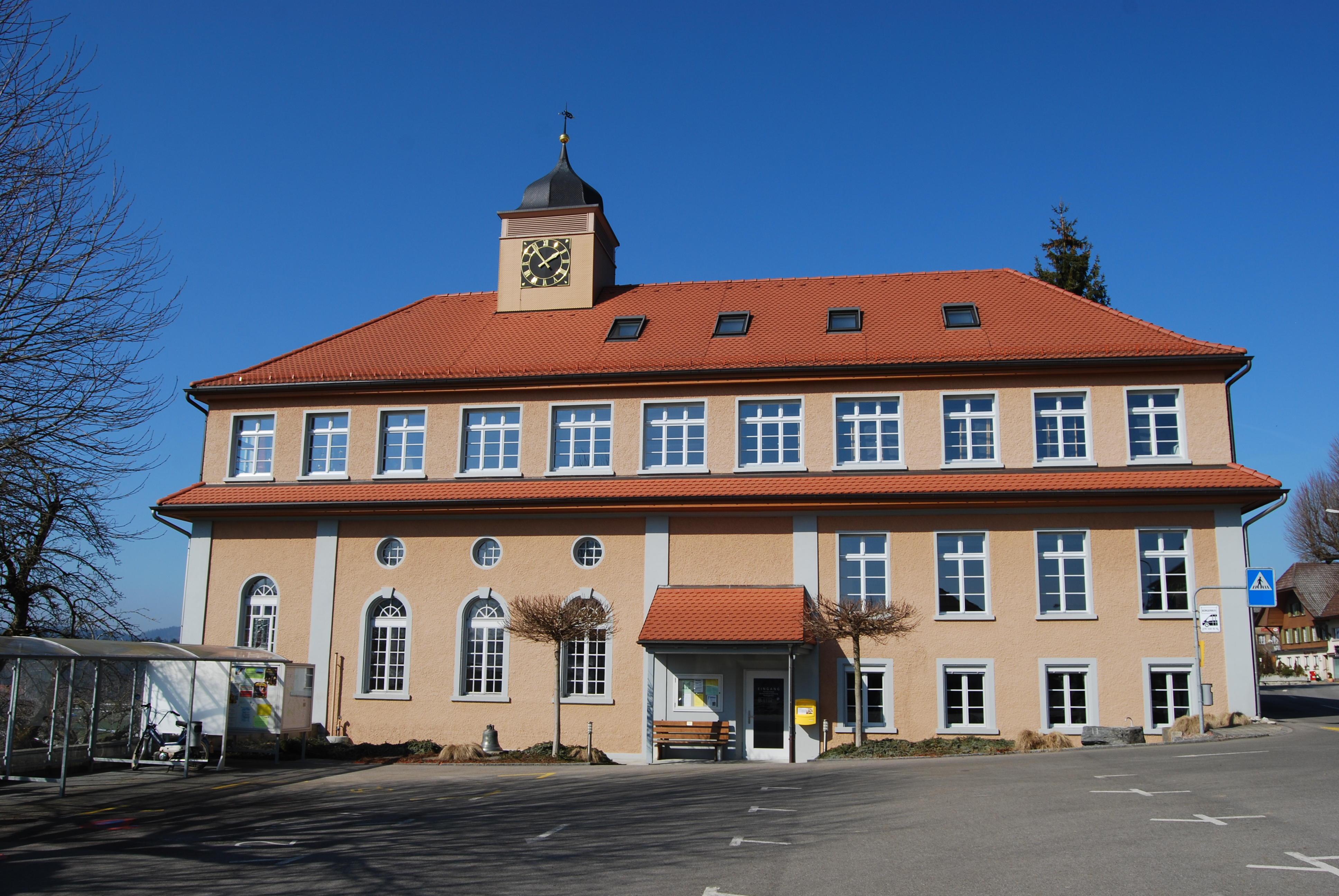
Gondiswil